# Фатаєр
Фата́єр або Патаїр (араб. فطاير перс. پتایر‎) — ліванський пиріг із м'ясною начинкою, що також може бути фарширований шпинатом (араб. سبانخ) або сиром (араб. جبنة), таким як фета або акаві. Ця страва є частиною ліванської кухні, але її також споживають і в інших країнах Близького Сходу. До того ж фатаєр є дуже популярним в Аргентині, де він вважається різновидом емпанади та має назву емпанада арабе (ісп. empanada árabe).